# Fred Shuttlesworth

Standbeeld van Fred Shuttlesworth

Frederick Lee "Fred" Shuttlesworth, geboren Fred Lee Robinson (Mount Meigs, Alabama, 18 maart 1922 - Birmingham, Alabama, 5 oktober 2011) was een Amerikaans burgerrechtenactivist die de strijd leidde tegen rassensegregatie en andere vormen van racisme als dominee in Birmingham, Alabama. Hij was samen met Martin Luther King mede-oprichter van de Southern Christian Leadership Conference, initiatiefnemer en instrumenteel in de Birmingham campaign van 1963, en bleef werken tegen racisme en voor het verlichten van de problemen van de daklozen in Cincinnati, Ohio, waar hij een parochie ging leiden in 1961. Hij keerde definitief terug naar Birmingham na zijn pensionering in 2007. Hij hielp Martin Luther King Jr. tijdens de Civil Rights Movement.
De internationale luchthaven Birmingham-Shuttlesworth International Airport werd in 2008 mede naar hem genoemd.
- Bibsys: 15018088
- Bibliothèque nationale de France: cb16521268p (data)
- International Standard Name Identifier: 0000 0003 6388 4002
- Library of Congress Control Number: n90604924
- National Archives and Records Administration: 10571608
- Nationale Bibliotheek van Israël: 987007353114305171
- SNAC: w6gt5x49
- Virtual International Authority File: 226090893
- WorldCat: E39PBJth6Q7K9hJ7mKj6cvTT73